# Damernas 200 meter ryggsim vid världsmästerskapen i kortbanesimning 2022
Damernas 200 meter ryggsim vid världsmästerskapen i kortbanesimning 2022 avgjordes den 18 december 2022 i Melbourne Sports and Aquatic Centre i Melbourne i Australien.
Guldet togs av australiska Kaylee McKeown efter ett lopp på 1 minut och 59,26 sekunder. Silvret togs av amerikanska Claire Curzan och bronset togs av kanadensiska Kylie Masse.

## Rekord
Inför tävlingens start fanns följande världs- och mästerskapsrekord:
|                   | Namn           | Nation     | Tid     | Ort                  | Datum            |
| ----------------- | -------------- | ---------- | ------- | -------------------- | ---------------- |
| Världsrekord      | Kaylee McKeown | Australien | 1.58,94 | Brisbane, Australien | 28 november 2020 |
| Mästerskapsrekord | Katinka Hosszú | Ungern     | 1.59,23 | Doha, Qatar          | 5 december 2014  |

## Resultat

### Försöksheat
Försöksheaten startade klockan 11:44.
| Placering | Heat | Bana | Namn                    | Nationalitet            | Tid           | Noteringar    |
| --------- | ---- | ---- | ----------------------- | ----------------------- | ------------- | ------------- |
| 1         | 3    | 1    | Claire Curzan           | USA                     | 2.02,05       | 0Q0           |
| 2         | 5    | 4    | Kaylee McKeown          | Australien              | 2.02,32       | 0Q0           |
| 3         | 5    | 5    | Kylie Masse             | Kanada                  | 2.02,54       | 0Q0           |
| 4         | 4    | 5    | Margherita Panziera     | Italien                 | 2.02,88       | 0Q0           |
| 5         | 5    | 6    | Pauline Mahieu          | Frankrike               | 2.02,96       | 0Q0           |
| 6         | 4    | 3    | Peng Xuwei              | Kina                    | 2.03,27       | 0Q0           |
| 7         | 4    | 4    | Kira Toussaint          | Nederländerna           | 2.03,40       | 0Q0           |
| 8         | 5    | 3    | Ingrid Wilm             | Kanada                  | 2.03,57       | 0Q0           |
| 9         | 3    | 5    | Isabelle Stadden        | USA                     | 2.03,78       |               |
| 10        | 5    | 1    | Hanna Rosvall           | Sverige                 | 2.04,37       |               |
| 11        | 4    | 7    | África Zamorano         | Spanien                 | 2.04,85       |               |
| 12        | 3    | 2    | Adela Piskorska         | Polen                   | 2.05,05       |               |
| 12        | 3    | 4    | Minna Atherton          | Australien              | 2.05,05       |               |
| 14        | 4    | 6    | Liu Yaxin               | Kina                    | 2.05,10       |               |
| 15        | 5    | 2    | Sayaka Akase            | Japan                   | 2.05,13       |               |
| 16        | 4    | 2    | Laura Bernat            | Polen                   | 2.05,54       |               |
| 17        | 3    | 7    | Emma Terebo             | Frankrike               | 2.05,94       |               |
| 18        | 3    | 6    | Chiaki Yamamoto         | Japan                   | 2.06,10       |               |
| 19        | 5    | 8    | Simona Kubová           | Tjeckien                | 2.06,19       |               |
| 20        | 5    | 7    | Tessa Vermeulen         | Nederländerna           | 2.06,58       |               |
| 21        | 2    | 4    | Gabriela Georgieva      | Bulgarien               | 2.07,25       |               |
| 22        | 3    | 3    | Ingeborg Løyning        | Norge                   | 2.07,67       |               |
| 23        | 4    | 1    | Emma Godwin             | Nya Zeeland             | 2.07,91       |               |
| 24        | 2    | 3    | Andrea Berrino          | Argentina               | 2.08,10       |               |
| 25        | 4    | 8    | Tamara Potocká          | Slovakien               | 2.08,61       |               |
| 26        | 2    | 5    | Hannah Pearse           | Sydafrika               | 2.08,84       |               |
| 27        | 3    | 8    | Chloe Isleta            | Filippinerna            | 2.09,17       |               |
| 28        | 2    | 8    | Cindy Cheung            | Hongkong                | 2.09,55       |               |
| 29        | 2    | 7    | Alexia Sotomayor        | Peru                    | 2.12,36       |               |
| 30        | 1    | 4    | Carolina Cermelli       | Panama                  | 2.12,40       | 0NR0          |
| 31        | 2    | 1    | Elizabeth Jiménez       | Dominikanska republiken | 2.12,63       |               |
| 32        | 2    | 6    | Celina Márquez          | El Salvador             | 2.13,61       |               |
| 33        | 1    | 5    | Anishta Teeluck         | Mauritius               | 2.13,71       |               |
| 34        | 1    | 3    | Jennifer Harding-Marlin | Saint Kitts och Nevis   | 2.31,55       |               |
| 35        | 1    | 6    | Hamna Ahmed             | Maldiverna              | 2.59,77       |               |
| 36        | 2    | 2    | Tatiana Salcuțan        | Moldavien               | Startade inte | Startade inte |

### Final
Finalen startade klockan 20:08.
| Placering | Bana | Namn                | Nationalitet  | Tid     | Noteringar |
| --------- | ---- | ------------------- | ------------- | ------- | ---------- |
| 1         | 5    | Kaylee McKeown      | Australien    | 1.59,26 |            |
| 2         | 4    | Claire Curzan       | USA           | 2.00,53 |            |
| 3         | 3    | Kylie Masse         | Kanada        | 2.01,26 | 0NR0       |
| 4         | 8    | Ingrid Wilm         | Kanada        | 2.01,78 |            |
| 5         | 6    | Margherita Panziera | Italien       | 2.02,18 |            |
| 6         | 7    | Peng Xuwei          | Kina          | 2.02,39 |            |
| 7         | 2    | Pauline Mahieu      | Frankrike     | 2.03,21 |            |
| 8         | 1    | Kira Toussaint      | Nederländerna | 2.05,20 |            |